# سیارک ۱۳۷۰۰
سیارک ۱۳۷۰۰ (به انگلیسی: 13700 Connors، نامگذاری:1998MM36) سیزده هزار و هفتصدمین سیارک کشف شده‌است که در ۲۶ ژوئن ۱۹۹۸ کشف شد.
قدر مطلق سیارک برابر ۱۵.۵ است.